# Брусиловка (Ставропольский край)
Бруси́ловка — посёлок в Советском районе (городском округе) Ставропольского края Российской Федерации. Находился в составе муниципального образования «Сельское поселение Нинский сельсовет» (упразднено 1 мая 2017 года).

## Варианты названия
- Брусиловская,
- Брусиловское[2].

## Географическое положение
На правом берегу реки Кума. Расстояние до краевого центра: 175 км. Расстояние до районного центра: 18 км.

## История
Населённый пункт основан как баптистское село Либенталь (нем. Liebental). В 1915 году переименован в Брусиловку.
До 1917 находился в составе Стародубской волости Святокрестовского (Прасковейского)/Новогригорьевского уезда Ставропольской губернии; в советский период вошёл в состав Воронцово-Александровского/Архангельского района Орджоникидзевского края. В 1926 году здесь открылись начальная школа, кооперативная лавка; был учреждён сельсовет.

## Население
| 1909 | 1920 | 1925 | 1926 | 1989 | 2002 | 2010 |
| ---- | ---- | ---- | ---- | ---- | ---- | ---- |
| 317  | ↗528 | ↗546 | ↗549 | ↘51  | ↘6   | →6   |
| 2014 | 2021 |      |      |      |      |      |
| ↘1   | ↗4   |      |      |      |      |      |

Национальный состав
Из 552 — 541 немцы (1926).
По данным переписи 2002 года, 83 % населения — чеченцы.

## Кладбище
В границах посёлка расположено общественное закрытое кладбище площадью 10 тыс. м².